# Dorothé Jehoel
Dorothea Ida Maria Antonia (Dorothé) Jehoel (Drunen, 28 februari 1950) is een Nederlandse beeldhouwer.

## Biografie
Jehoel studeerde van 1969 tot 1974 beeldhouwkunst aan de kunstacademie van 's-Hertogenbosch. In de periode 1992 tot 2013 was haar werk te zien gedurende veertien exposities verspreid over Nederland. Werk van Jehoel is in de publieke ruimte van diverse Nederlandse steden te vinden. Ook in het Noordbrabants Museum bevindt zich werk van Jehoel.

## Werken in de openbare ruimte (selectie)
- Zinnebeelden, Venlo, 2011
- De Potgieter, Goes, 2009
- Tarzan Bocht, Rijswijk, 2007
- Saltimbanque, Oosterhout, 2006
- Hebe, Woensdrecht, 2003
- Haasje over, Duivendrecht, 2002
- Mercurius, Alkmaar, 2002
- Libera me (gedenkteken Bartholomeuskerk), Schoonhoven, 2002
- Calypso, Maassluis, 2001
- Meteoor, Castricum, 1989-1991
- Shuffle, A59 bij Drunen, 1991

## Objecten (selectie)
- Hemellichamen, 2012
- Kleine geologie, 2008
- Peer, 2007
- USO (unidentified standing object), jaartal onbekend
- Johnny Weissmuller, 2004
- Zuidenwind, 2000

## Fotogalerij

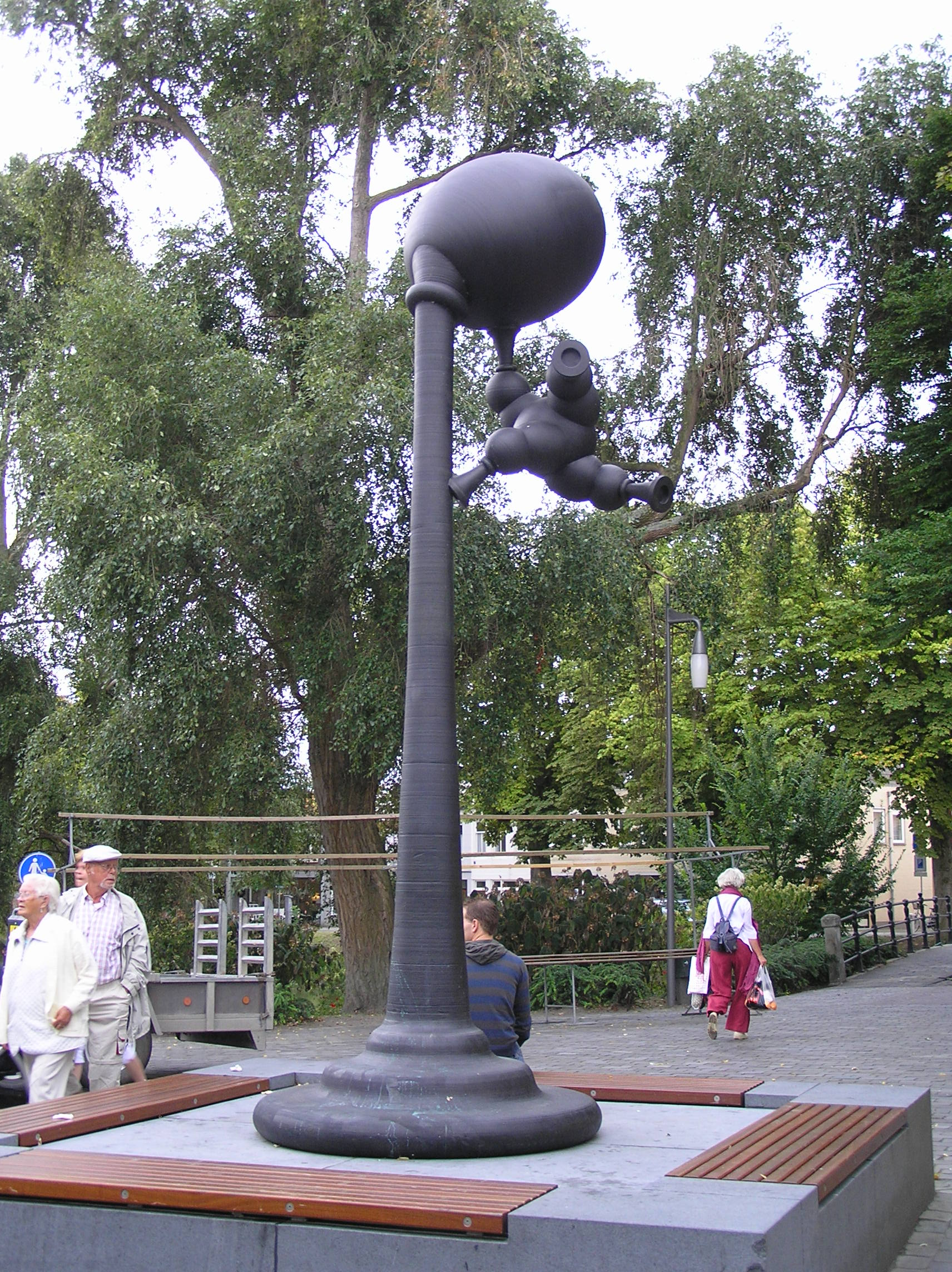
De Potgieter, Goes
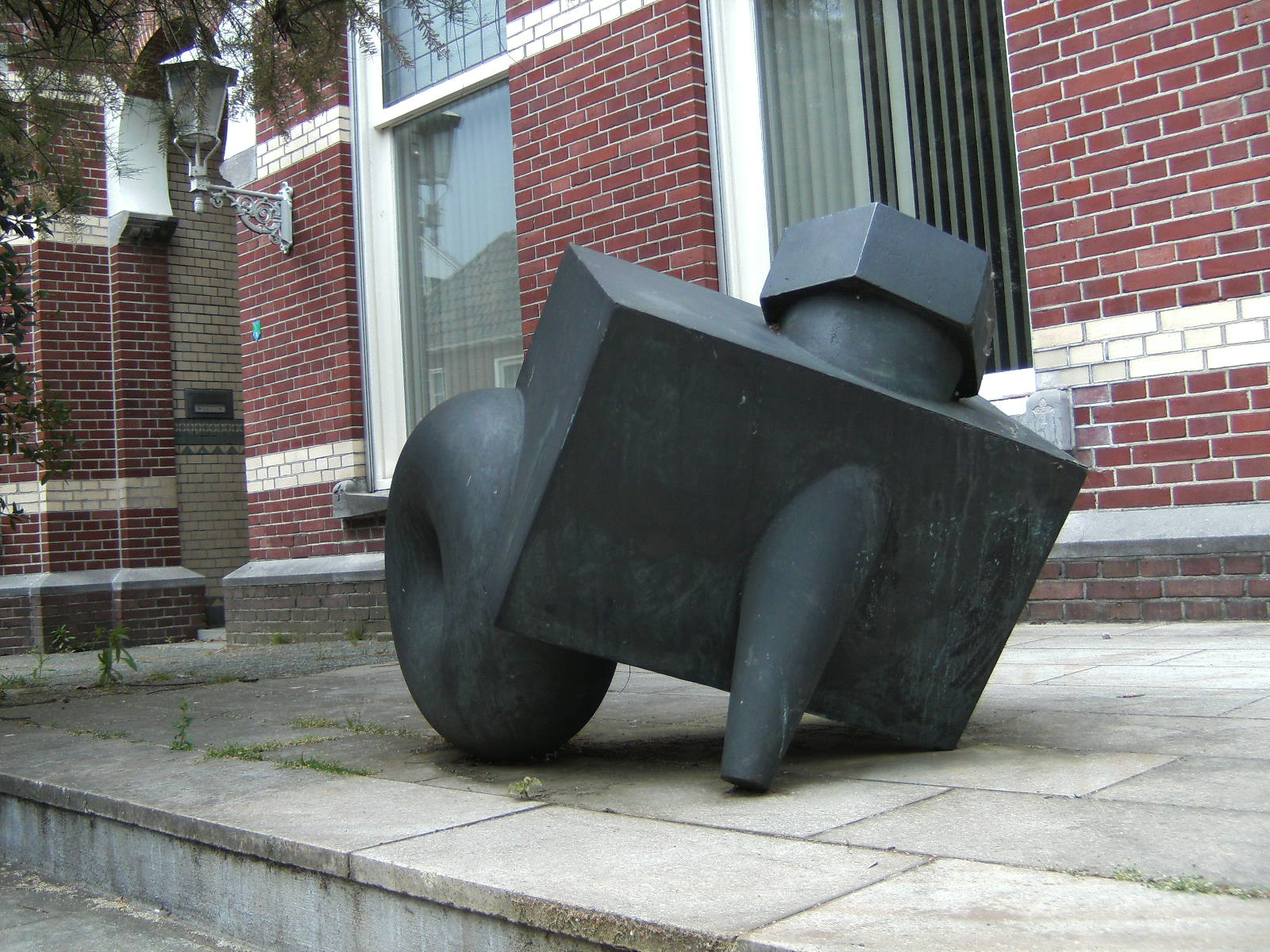
Hardware, Groenlo
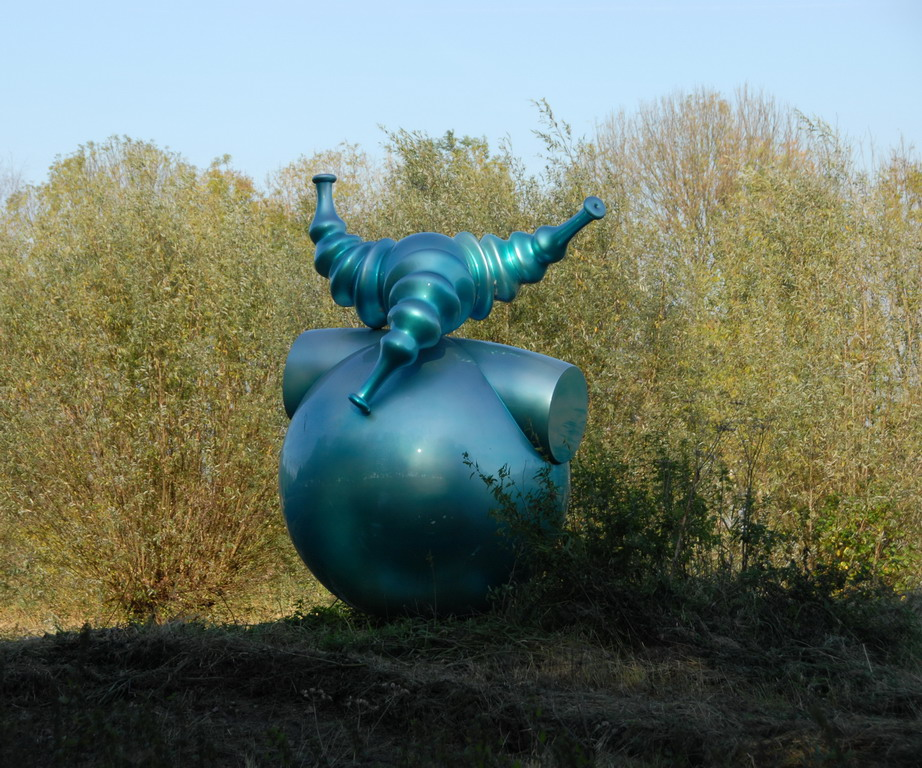
Saltimbanque, Oosterhout
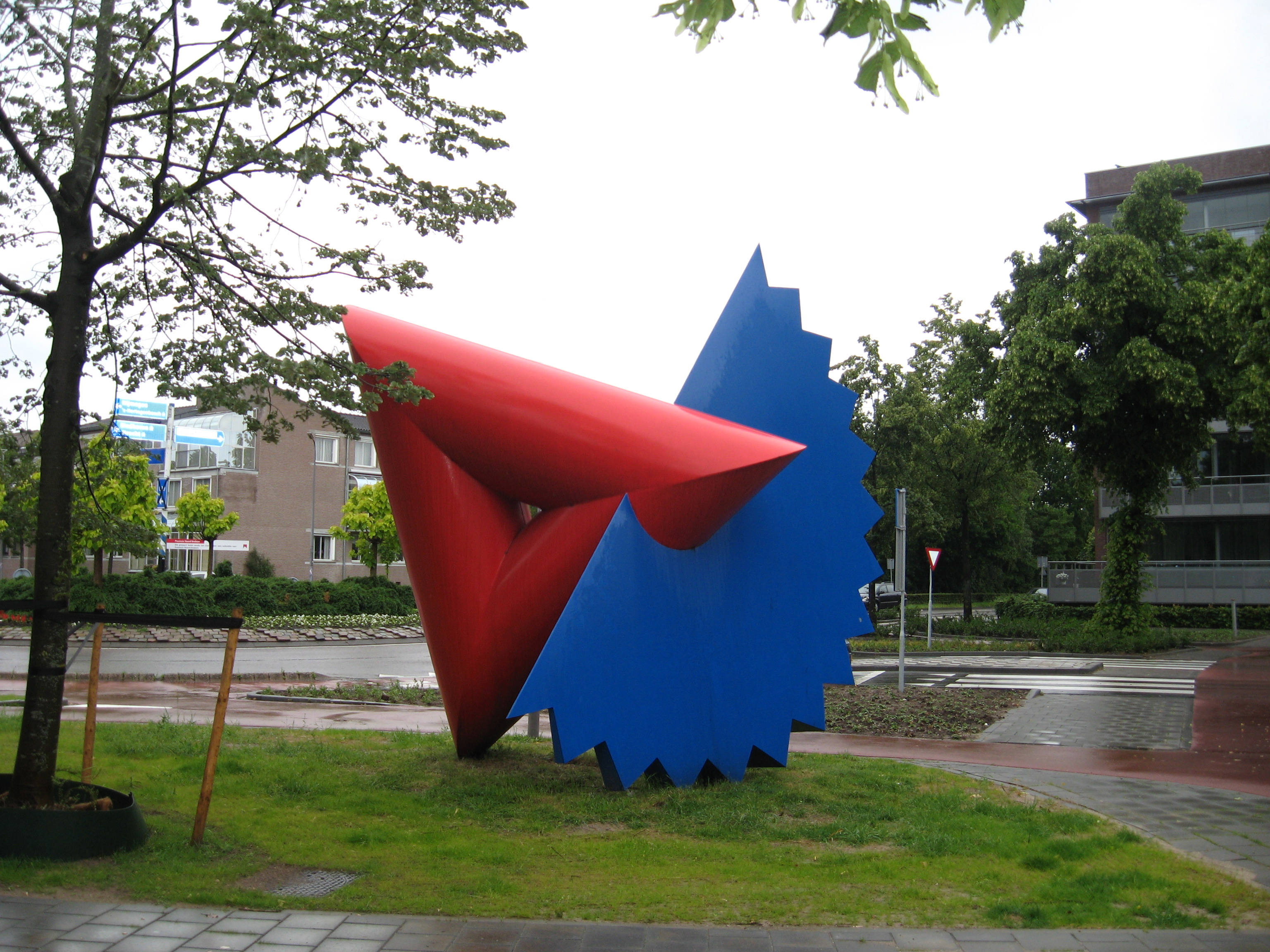
Flamenco, Rosmalen
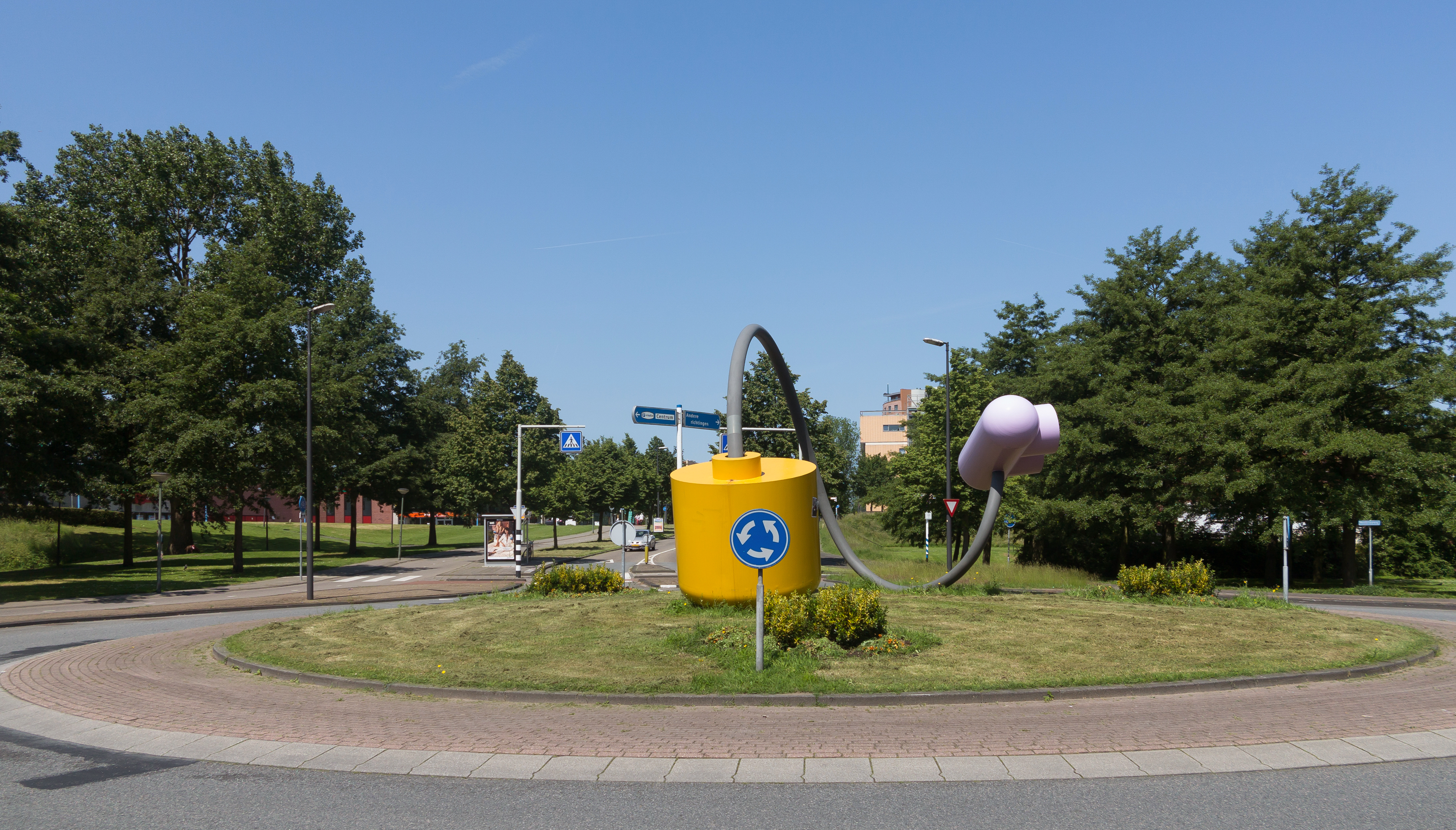
Calypso, Maassluis